# Porto Franco (kommun)
Porto Franco är en kommun i Brasilien.   Den ligger i delstaten Maranhão, i den centrala delen av landet, 1 100 km norr om huvudstaden Brasília. Antalet invånare är 21 506.
Följande samhällen finns i Porto Franco:
- Porto Franco

Omgivningarna runt Porto Franco är huvudsakligen savann. Runt Porto Franco är det glesbefolkat, med 11 invånare per kvadratkilometer.